# Senat rzymski

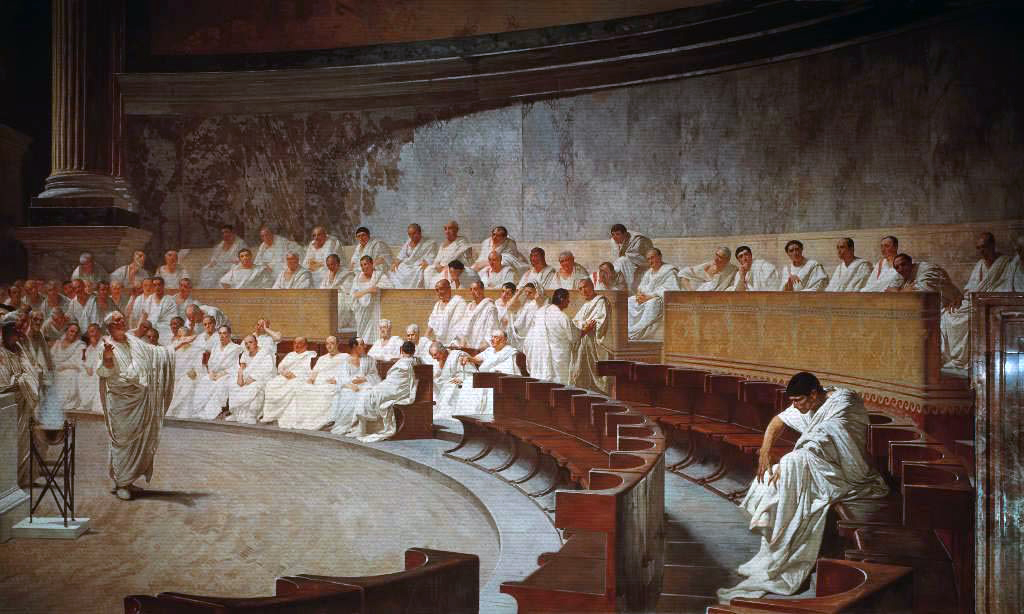
Fresk Cesare Maccariego (1888) z wyobrażeniem obrad rzymskiego senatu

Senat rzymski (łac. Senatus od senex – starzec – dosłownie rada starszych) – jedna z najważniejszych i najtrwalszych instytucji politycznych starożytnego Rzymu. Zgodnie z tradycją ustanowiona przez Romulusa w 753 p.n.e. Jego największe znaczenie przypadło na czasy republiki, a zaniknęło na początku VII wieku n.e.
Z wyjątkiem okresu pryncypatu, organ doradczy, którego członkowie werbowani byli spośród doświadczonych urzędników rzymskiej magistratury. Ze względu na sposób doboru oraz specyficzną organizację wewnętrzną instytucja o charakterze ściśle konserwatywnym.
Pomimo tego, że senat nie stanowił prawa (ustawodawstwo należało do zakresu kompetencji zgromadzeń ludowych), jego rola w procesie legislacyjnym była pośrednia i polegała na opiniowaniu projektów ustaw przedstawianych zgromadzeniom (łac. auctoritas patrum). W okresie republikańskim instytucja o ogromnym autorytecie i prestiżu, znalezienie się w gronie senatorów świadczyło o przynależności do ścisłej, rzymskiej elity.

## Okres królewski
Zgodnie z tradycją, senat został ustanowiony przez założyciela i pierwszego władcę Rzymu Romulusa, który wyznaczył do jego składu stu najznamienitszych patres, to znaczy ojców, a ściślej głów rodów (Dionizjusz z Halikarnasu Starożytności rzymskie II.12). Po połączeniu Latynów z Sabinami, a później plemionami Ramnes i Luceres dołączono kolejnych reprezentantów, co ostatecznie dało liczbę 300 senatorów (Dionizjusz Starożytności rzymskie II.47 i Liwiusz Ab urbe condita I.35).
W okresie królewskim senat pełnił najprawdopodobniej funkcję doradczą, a znaczenia nabierał w czasie bezkrólewia. Wtedy to spośród jego członków wyznaczano interrexów, to znaczy urzędników wypełniających obowiązki króla i zmieniających się co pięć dni. Trwało to do momentu wyboru nowego władcy, na podstawie pomyślnych wróżb, zatwierdzanego przez izbę (łac. inauguratio; Dionizjusz Starożytności rzymskie II.57).

## Okres republikański

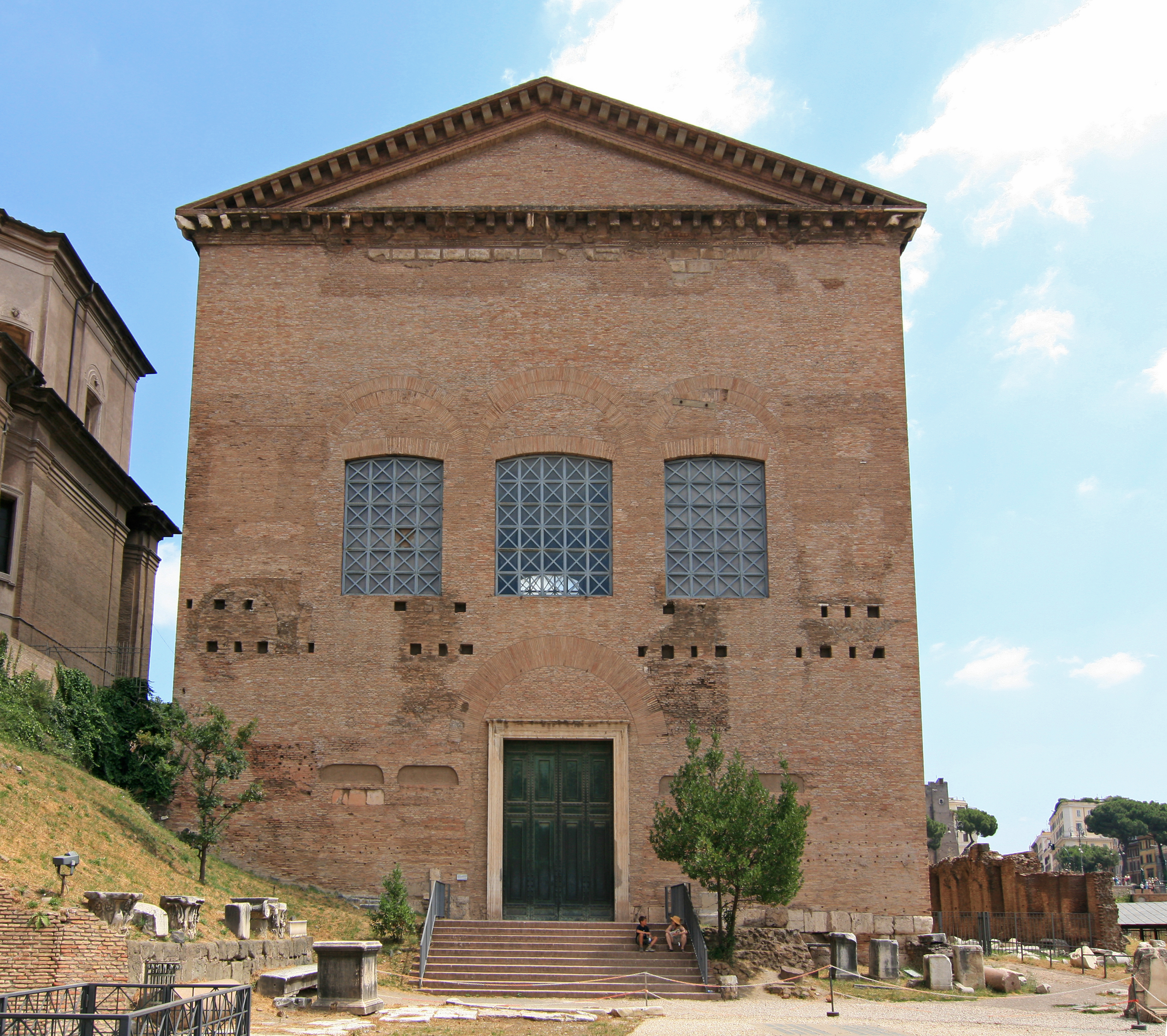
Curia Iulia zbudowana na miejscu pierwotnej siedziby rzymskiego Senatu Curia Hostilia

W obliczu corocznej zmiany urzędników rzymskiej magistratury senat, którego członkowie wybierani byli dożywotnio, stanowił ostoję politycznej ciągłości. Powodowało to systematyczny wzrost jego znaczenia w systemie sprawowania władzy.
Członków izby rekrutowano spośród byłych wyższych urzędników: konsulów, pretorów, edylów i kwestorów. Listę (łac. album senatorium) układali początkowo pełniący urząd konsulowie (łac. lectio senatus), a od czasu uchwalenia Lex Ovinia (pomiędzy 318–312 p.n.e.) cenzor. Polegało to na ustaleniu aktualnego składu izby, poprzez wykreślenie senatorów skazanych wyrokiem sądu lub niemoralnie prowadzących się i dopisanie do pełnego składu byłych urzędników kurulnych, albo inne osoby spełniające wymagania cenzusowe (na przykład byłych żołnierzy, którzy wsławili się na polu bitwy). W I wieku liczbę senatorów powiększono dwukrotnie. Początkowo za dyktatury Sulli do 600 (Appian Wojny domowe I.100), a za czasów osobistych rządów Juliusza Cezara do 900 (Kasjusz Dion Historia rzymska XLIII.47).
W tym czasie senat zyskał szereg uprawnień z zakresu polityki międzynarodowej i spraw wojskowych, a do jego kompetencji należało:
- przyjmowanie obcych poselstw,
- desygnowanie własnych poselstw zagranicznych (łac. legatio),
- powoływanie dyktatora oraz ustanawianie i pozbawianie przywództwa armii.

Wypowiadanie wojny pozostało prerogatywą zgromadzeń ludowych, ale opinia senatu była wiążąca. Podobnie było w przypadku umów międzynarodowych.
Senat zarządzał również skarbem (łac. aerarium populi romani), wyznaczał zarządców prowincji (łac. prorogatio imperii), decydował o podatkach i sprzedaży ziemi państwowej (łac. ager publicus), a w sprawach religijnych mógł przegłosować wprowadzenie nowego kultu.

### Senatus consultum
W okresie republikańskim ustawodawstwo leżało w gestii zgromadzeń. W tej kwestii senat pozostawał organem doradczym i jego wpływ na proces legislacyjny był jedynie pośredni. W toku tak zwanego łac. auctoritas patrum izba opiniowała projekt ustawy, co było przedstawiane do wiadomości głosujących. Senatorowie mieli również prawo pobudzania inicjatywy ustawodawczej (która należała do urzędników łac. magistrati) poprzez uchwały (łac. senatus consultum), które nie były jednak wiążące. Urzędnik mógł również sam poprosić o radę i w takim przypadku senat po odbytej dyskusji przegłosowywał jej treść (senatus consultum oznacza dosłownie radę, opinię senatu).

### Przebieg posiedzeń i wewnętrzna organizacja

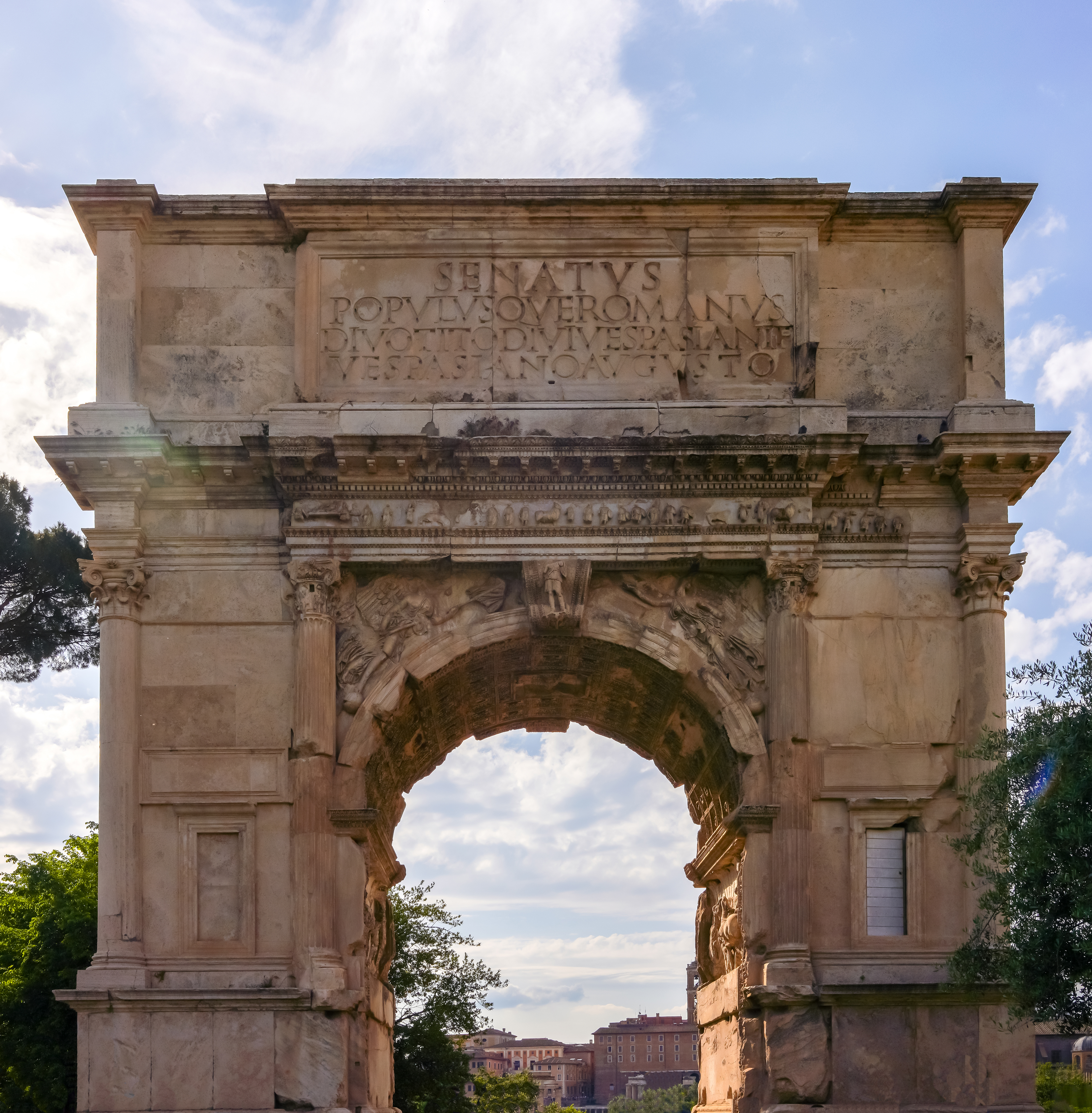
Łuk Tytusa w Rzymie z napisem Senatus Populusque Romanus

Senat zbierał się na wniosek wyższych urzędników: dyktatorów, konsulów, pretorów i od końca III wieku p.n.e. także trybunów ludowych. Zwołujący obrady referował problem, po czym słuchał głosów poszczególnych senatorów. Członkowie izby wypowiadali się według z góry określonej kolejności, o której decydował album senatorium. Ponieważ lista spisana była zgodnie ze starszeństwem sprawowanych urzędów, pierwsi głos zabierali byli konsulowie. Dyskusja rzadko dochodziła do byłych pretorów, ponieważ po wysłuchaniu osób z początku listy prowadzący zarządzał zwykle głosowanie. W ten sposób izba odnosiła się do niemal wszystkich spraw publicznych.
Specyficzny sposób organizacji (i procedowania) doprowadził wewnątrz izby do wyodrębnienia się elity złożonej głównie z byłych konsulów (nazywanych „pierwszymi w państwie” łac. principes civitatis). Fakt, że ze względów cenzusowych o najwyższe urzędy zabiegać mogli tylko najbogatsi (czyli arystokracja) skutkował tym, że senat miał charakter wybitnie konserwatywny. Reszta senatorów zwana była pedarii (od łac. pedes, stopy) ze względu na sposób w jaki głosowano, to znaczy poprzez rozchodzenie się na określone strony. 
W okresie republiki istniały dwa stałe senackie stronnictwa: optymaci i popularzy.

## Okres cesarstwa
Ponieważ w jedynowładztwie (okres pryncypatu) konieczność odwoływania się do woli ludu okazała się bardzo niewygodna, senat zyskał dodatkowe uprawnienia ustawodawcze i sądownicze. Teoretycznie dokonywał również wyboru władcy.
To z okresu cesarstwa pochodzi słynna paremia Gajusza Uchwałą senatu jest to, co senat nakazuje i ustanawia. Ma ona moc prawną, choć byłoby to kwestionowane (łac. Senatus consultum est quod senatus iubet atque constituit; idque legis vicem optinet, quamis ferit quaesitum; Gajusz Instytucje I.4), a inny wybitny prawnik tej epoki Ulpian Domicjusz stwierdził: bez wątpienia senat może tworzyć prawo (Digesta seu Pandecta I.tit.3 s.9). Jednak przewaga cesarzy szybko doprowadziła do zredukowania znaczenia senatu. Okazało się, że pozorny szacunek dla tradycji jest w sumie przykrywką do wprowadzenia szerokich zmian prowadzących do rządów autokratycznych. Dwór cesarski oczekiwał automatycznego zatwierdzania woli władcy, czego dobitnym świadectwem był to, że już w II wieku n.e. prawnicy zaczęli powoływać się na same cesarskie wnioski (łac. principi orationes), a nie uchwały izby. Również elekcje okazały się być czystą formalnością.
W okresie późnego cesarstwa nawet te kompetencje przejęli dworscy doradcy (łac. sacrum consistorium), a senat stał się de facto radą miasta Rzymu. W okresie upadku cesarstwa zachodniorzymskiego senat częściowo odzyskał swoją pozycję i władzę w państwie, współdziałając z Rycymerem, czyli naczelnym wodzem armii rzymskiej.
Na monumentach i pomnikach fundowanych w okresie cesarstwa przez senat rzymski, pojawiał się skrót SPQR (łac. Senatus Populusque Romanus) oznaczający „senat i lud rzymski”.